# Берлин, Юрий Адольфович
Ю́рий Адо́льфович Бе́рлин (2 декабря 1936, Таганрог — 23 ноября 2001, Москва) — российский учёный, специалист в области биоорганической химии, профессор, доктор химических наук, член редколлегии журнала «Биоорганическая химия».

## Биография
Родился 2 декабря 1936 года в Таганроге, в семье Адольфа Соломоновича Берлина (1907—?). Дед — купец Шлойме (Соломон) Аронович Берлин (1874—?), владелец продуктовых складов, состоял членом биржевого комитета; ему и его жене Гене Александровне Виктешмаер (1874—?) принадлежал особняк на Александровской улице, № 82/84.
В 1953 году окончил с золотой медалью среднюю школу № 2 имени А. П. Чехова. В 1956 году окончил химический факультет МГУ. С 1958 года работал в Институте химии природных соединений АН СССР в Москве. В 1961 году защитил кандидатскую диссертацию. В 1971 году защитил докторскую диссертацию. Работал в научно-исследовательских институтах США, Германии, Швейцарии.

## Цитаты
- «Экспоненциальный рост объема информации о клеточных структурах, прежде всего о первичной структуре нуклеиновых кислот и белков, ничего не дал бы страждущему человечеству, если бы не компьютерные способы её обработки. Миллиарды бит, с которыми приходится оперировать на уровне первичной структуры эукариотических геномов, составляют величину, с которой невооруженный человеческий мозг не в состоянии справиться даже в варианте простого перечисления (достаточно вспомнить, что миллиард секунд, который потребовался бы для считывания последовательности одного из геномов, составляет 70 лет)»[1] — В.Т. Иванов, Ю.А. Берлин, 2000.

## Награды
- Медаль «За доблестный труд. В ознаменование 100-летия со дня рождения В. И. Ленина» (1970).